# Битва при Пардеберге
Би́тва при Па́рдеберге или Пердеберге (африк. Лошадиная гора) — крупное сражение во время Второй англо-бурской войны. Произошла около брода Пардеберг через реку Моддер в Оранжевом Свободном государстве, юго-восточнее Кимберли.

## Предыстория

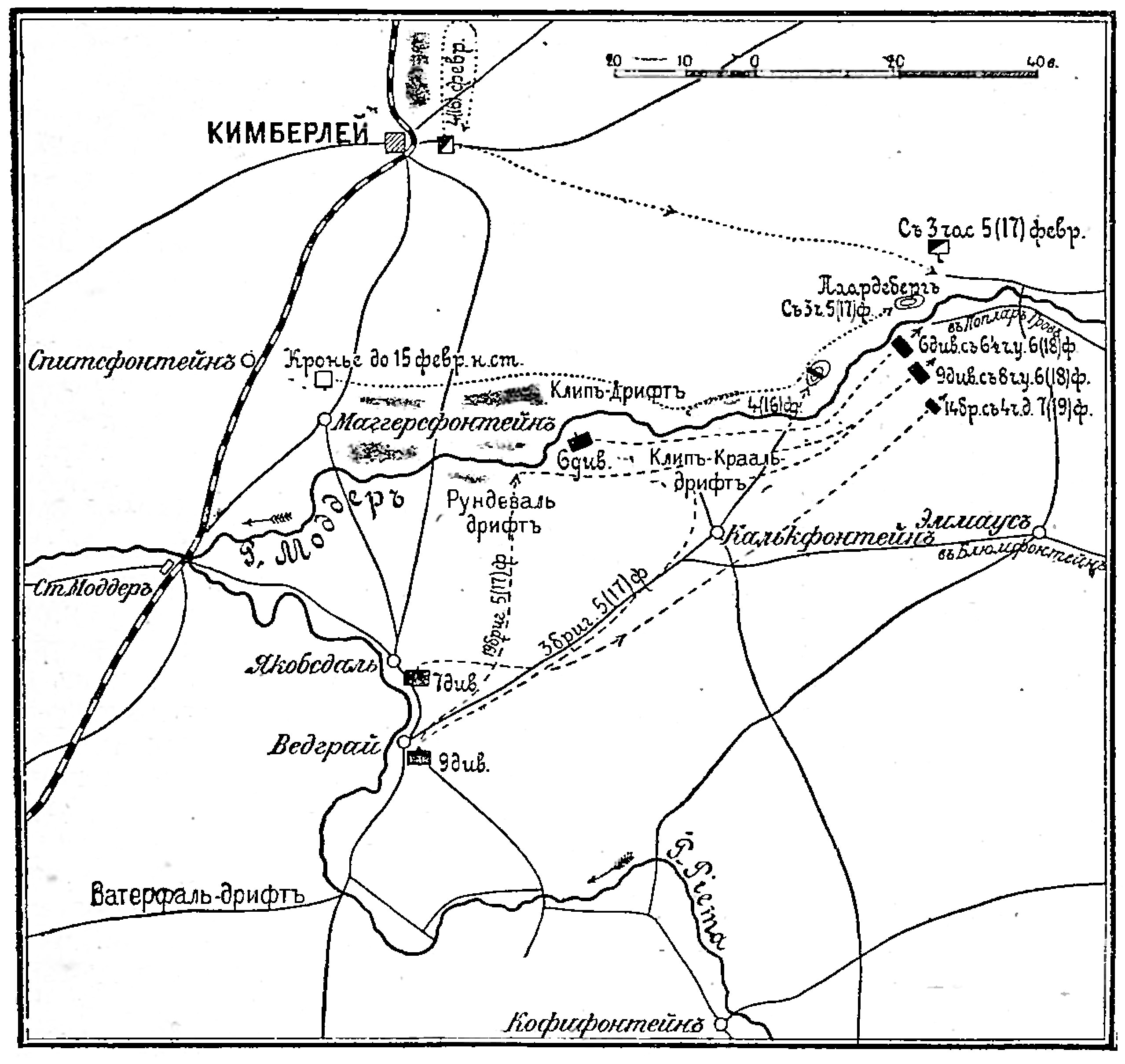
Театр военных действий
(рисунок из статьи «Паардеберг»
«Военная энциклопедия Сытина»)

В ноябре 1899 года генерал Метуэн начал наступление вдоль железнодорожной линии с целью снятия осады с Кимберли и Мафекинга. После проигранной британцами битвы при Магерсфонтейне продвижение остановилось на два месяца. В феврале 1900 г. фельдмаршал лорд Робертс, принявший на себя командование, решил продолжить британское наступление.

## Наступление Робертса. Отход Кронье
К 11 февраля 1900 года Робертс сконцентрировал большое количество подкреплений, которые недавно прибыли в Южную Африку, вдоль железнодорожной линии между реками Оранжевая и Моддер. Он намеревался обойти буров кавалерией со своего левого фланга, чтобы освободить Кимберли, в то время как его пехота заняла бы жизненно важные броды позади их позиций. У Робертса было две пехотные дивизии (6-я и 7-я), по две пехотные бригады в каждой, и трехбригадная конная дивизия генерал-майора Джона Френча. 12 февраля 1900 года армия Робертса перешла в наступление.
После того как коммуникационная линия бурской армии была перерезана генерал-майором Джоном Френчем, чья кавалерия фланговым движением обошла бурские позиции и сняла осаду с Кимберли, а дивизия генерал-лейтенанта Чарльза Такера, которая повернула на запад от Клип-Дрифта, стала угрожать с другого фланга, генерал Пит Кронье 15 февраля эвакуировали свой лагерь в Якобсдале и начал отступление от укреплённой траншеями позиции в Магерсфонтейне к Блумфонтейну.
Медленно двигавшаяся колонна Кронье, задерживаемая большим количеством фургонов и скота, не могла удаляться от реки, иначе это вызвало бы гибель скота, главного имущества буров. 17 февраля на переправе через Моддер у Пардеберг-Дрифт, она была перехвачена подошедшей с севера кавалерией Френча, открывшей огонь. Вместо того, чтобы форсировать переправу и соединиться с отрядами Де Вета, находившимися в 48 км к юго-востоку от Моддера, Кронье опрометчиво решил сформировать лагерь и окопаться на берегу реки. Это решение связано с наличием большого количества скота, который буры скорее всего потеряли бы, удалившись от реки. С раннего утра 18 февраля к южному берегу Моддера стали подходить пехотные дивизии англичан и занимать позиции против Пардебергскаго брода, тем самым преградив бурам путь отступления на юго-восток.
18 февраля начальника штаба генерал Китченер, в связи с болезнью лорда Робертса, временно принял на себя командование. Чтобы не дать бурам возможности уйти и отрезать им все пути отступления, он решил немедленно атаковать, отклонив предложение ограничиться артиллерийским обстрелом. Начавшиеся с 10 часов утра и продолжавшиеся до вечера атаки англичан не имели успеха: они велись беспорядочно, вяло; артиллерия вела огонь безрезультатно. К концу дня британцы потеряли 320 человек убитыми и 942 ранеными, что является самым большим показателем потерь за день войны.

## Осада

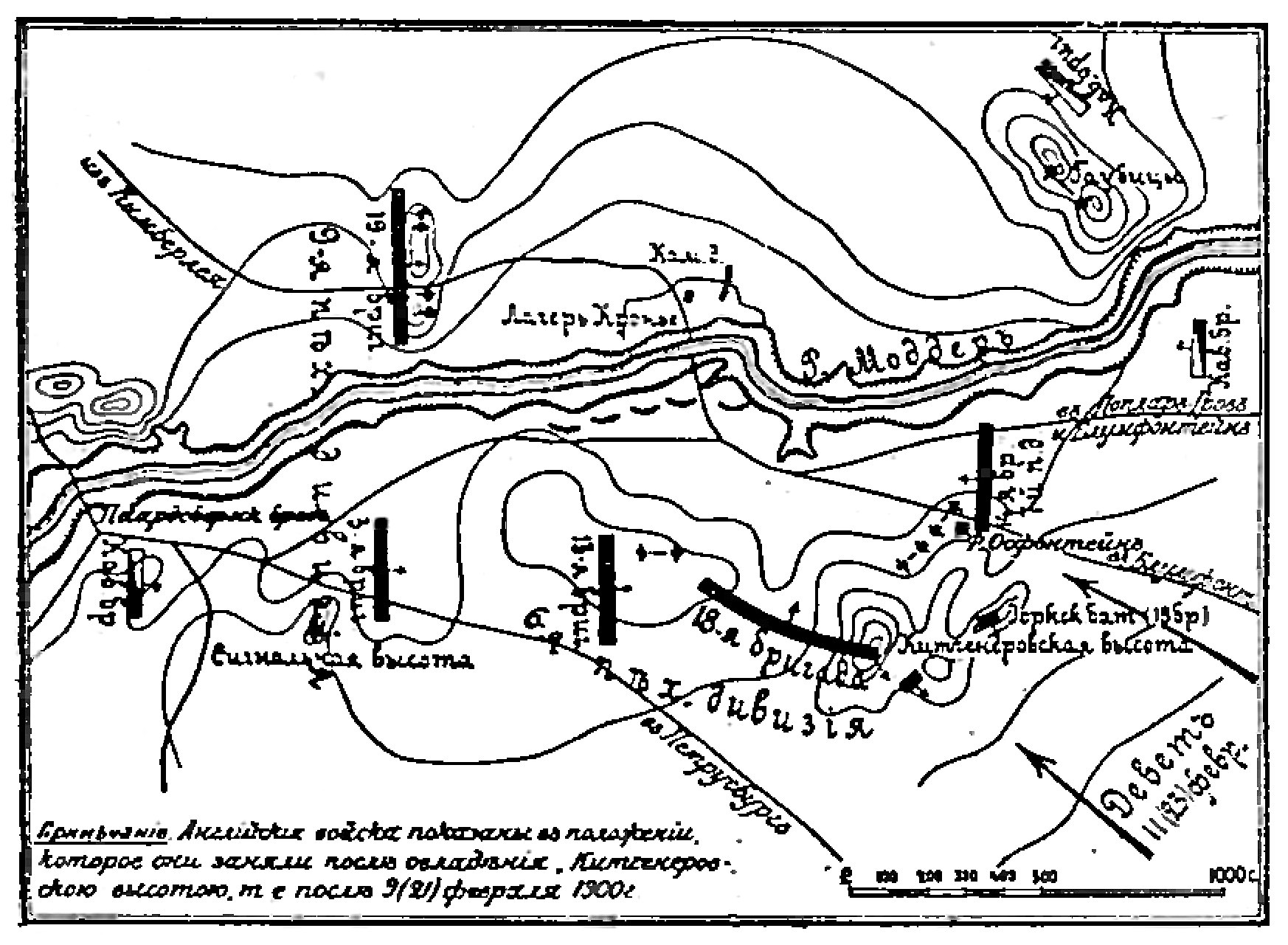
Завершающая фаза битвы
(рисунок из статьи «Паардеберг»
«Военная энциклопедия Сытина»)

Получив рапорт Китченера о действиях за прошедший день, в 10 часов утра 19 февраля больной Робертс прибыл к английским позициям, как раз вовремя, чтобы предотвратить еще одну дорогостоящую атаку. Ознакомившись с положением дел и видя, что буры основательно окружены, он решил, во избежание дальнейших потерь, не штурмовать их позиций, а осадить и принудить к сдаче.
Осада длилась восемь дней. Вокруг маленькой бурской армии сосредоточились тридцать пять тысяч солдат с шестьюдесятью орудиями. Британцы смогли обстреливать лагерь буров со всех сторон. Воздушный шар в небе направлял огонь. Условия в лагере быстро стали невыносимыми из-за постоянных обстрелов, дождей и вони разлагающихся трупов скота. Единственная надежда Кронье заключалась в ожидании помощи.
Христиан де Вет сделал попытку помочь. 23 февраля с 500 бойцами ему удалось захватить холм к югу от британских позиций, откуда он смог передать сообщение Кронье, призывающее его к прорыву. Прорваться можно было только бросив семьи и обоз, поэтому Кронье отказался. Де Вет был вынужден отступить.
С каждым днем линия обложения делалась плотнее, и британские батальоны первой линии приблизились еще на 150—200 шагов. Положение буров за это время ухудшилось вследствие недостатка боеприпасов и продовольствия. Кронье решил подготовить прорыв в юго-восточном направлении и начал строить мост через Моддер, но англичане, обнаружив эти работы с воздушного шара, успели разрушить мост артогнем. В 4 часа дня 26 февраля Кронье гелиографировал Де Вету, что большинство его людей требует сдачи и ему трудно держаться.

## Капитуляция
В ночь на 27 февраля на северном берегу Моддера два полка 19-й бригады генерала Смита-Дорриена осуществили беспорядочную ночную атаку, не достигшую решающих результатов, но позволившую подобраться в опасной близости к окопам буров. Утром 27 февраля канадцы и саперы увидели первый белый флаг противника. Генерал Кронье ранее решил прекратить сопротивление после девяти дней осады.
Кронье в сопровождении жены и секретаря лично заключил капитуляцию. В плен было взято 4069 бойцов, которые позже были отправлены в лагеря, созданные на острове Святой Елены.
В дни после 27 февраля фельдмаршал Робертс был вынужден приостановить операции и реорганизовать свои войска и систему тылового обеспечения, прежде чем возобновить наступление. Поражение войск Кронье открыло дорогу британцам к Блумфонтейну и серьезно подорвало боевой дух буров.